# 南東ペンシルベニア交通局M-3形電車
南東ペンシルベニア交通局M-3形電車（なんとうペンシルベニアこうつうきょくM-3がたでんしゃ）は、アメリカ合衆国・ペンシルベニア州のフィラデルフィア市の公共交通事業者であったフィラデルフィア交通会社（PTC）が地下鉄路線であるマーケット・フランクフォード線（Blue Line）に導入し、1968年以降は南東ペンシルベニア交通局（SEPTA）が所有した電車。日本初のオールステンレス車両である東急7000系電車のデザインのモデルとなった車両である。

## 概要
1907年から営業運転を開始したマーケット・フランクフォード線（ブルーライン）では開業以降鋼製電車が活躍していたが、1960年の時点で車齢が50年以上に達する車両も存在し、老朽化が進んでいた。そこでこれらの車両の置き換え用として導入されたのが、バッド社が製造したステンレス製電車である。
車体は側面に両開き扉が3箇所存在し、前面は非常扉の他に運転台が設置されている向かって左側のみ窓が設置されていた。また窓を含む前面の上半分はFRP（繊維強化プラスチック）で作られていた。車内の座席配置はセミクロスシートとなっていた。屋根上には通風機が4基設置され、その形状からアメリカで販売されている菓子にちなみ"アーモンド・ジョイ"というニックネームで呼ばれていた。一部車両は将来の冷房装置設置に対応した設計だったものの、廃車まで本格的な冷房化が行われることはなかった。
台車は空気ばね方式を採用し、1両あたり（100HP）の主電動機を4基搭載していた。加速度は従来の鋼製電車の3倍であり、所要時間の短縮が実現した。
単行運転が可能な両運転台タイプと2両固定編成を組む片運転台タイプの2種類が製造されたが、フィラデルフィア交通会社が運営していた当時は両運転台タイプがA-49形（601 - 646）、片運転台タイプがA-50形（701 - 923のうち奇数番号）およびA-51形（702 - 924のうち偶数番号）の形式名で呼ばれていた。SEPTAに運営権が移管して以降は纏めてM-3形に形式名が改められている。また一部車両についてはフィラデルフィア市に車籍を置いていた。

## 運行
1960年7月から営業運転を開始し、翌1961年1月までに270両が導入され、従来の鋼製車両を全て置き換えた。従来車に比べ全線走行時の所要時間が6分短縮された一方、乗り心地は従来車よりも悪かった。それでも1990年代終盤まで40年近くに渡ってマーケット・フランクフォード線の主力形式として活躍し、フィラデルフィアを舞台とした映画「ロッキー」シリーズにも度々登場した。
しかし1990年代に入り老朽化が進行した事から、1998年4月以降、アドトランツ製の新型ステンレス電車であるM-4形への置き換えが始まり、1999年をもって引退した。ほとんどの車両は解体されたが、606号がフィラデルフィア路面電車博物館に、618号がシーショアー路面電車博物館に静態保存されている。

## 影響

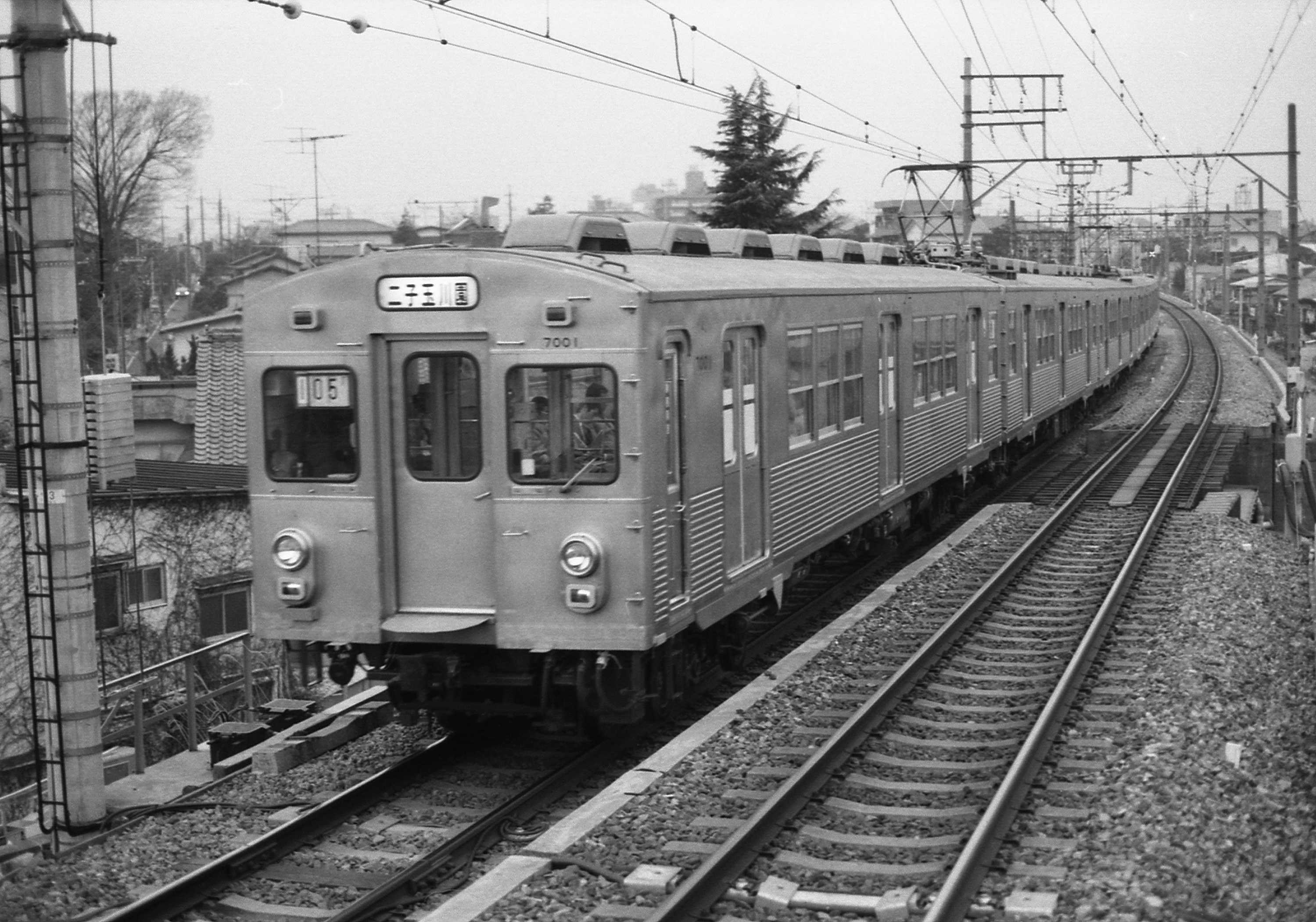
M-3形を基にした車体を有する東急7000形電車

東急車輌製造がバッド社と技術提携を行い、親会社である東京急行電鉄向けに日本初のオールステンレス車両となる7000系電車を製造した際、その車体デザインのモデルとしてこのM-3形が用いられている。